# Chase Lake, Bắc Dakota
Chase Lake là một lãnh thổ chưa tổ chức thuộc quận Stutsman, tiểu bang Bắc Dakota, Hoa Kỳ. Năm 2010, dân số của xã này là 3 người.